# Golfo de Trieste
El golfo de Trieste (en esloveno Tržaški zaliv y en croata Tršćanski zaljev) es una ensenada localizada en el norte del mar Adriático, en la zona oriental del golfo de Venecia. La ciudad italiana de Trieste dio su nombre al golfo, que también baña las costas de Eslovenia, así como pocos kilómetros de un tramo de costa pertenecientes a Croacia. 

## Geografía
El golfo se extiende entre la isla de Grado (Friuli-Venecia Julia) y Punta Salvore (Rt Savudrija, Croacia), rodeando el Piran (Eslovenia). Tiene una extensión de aproximadamente 550 km² con una profundidad media de 16 m y máxima de unos 37 m, cerca de Pirano. La boca tiene 21 km de ancho. La costa es baja y de fondos de arena en la zona occidental, mientras que el resto de la costa, desde la boca de Timavo en adelante, es principalmente alta y rocosa, con muchas bahías, ya que está detrás el altiplano Carso. Salvo unos pequeños islotes planos que bloquean la entrada a la laguna de Grado, no hay islas en el golfo. 

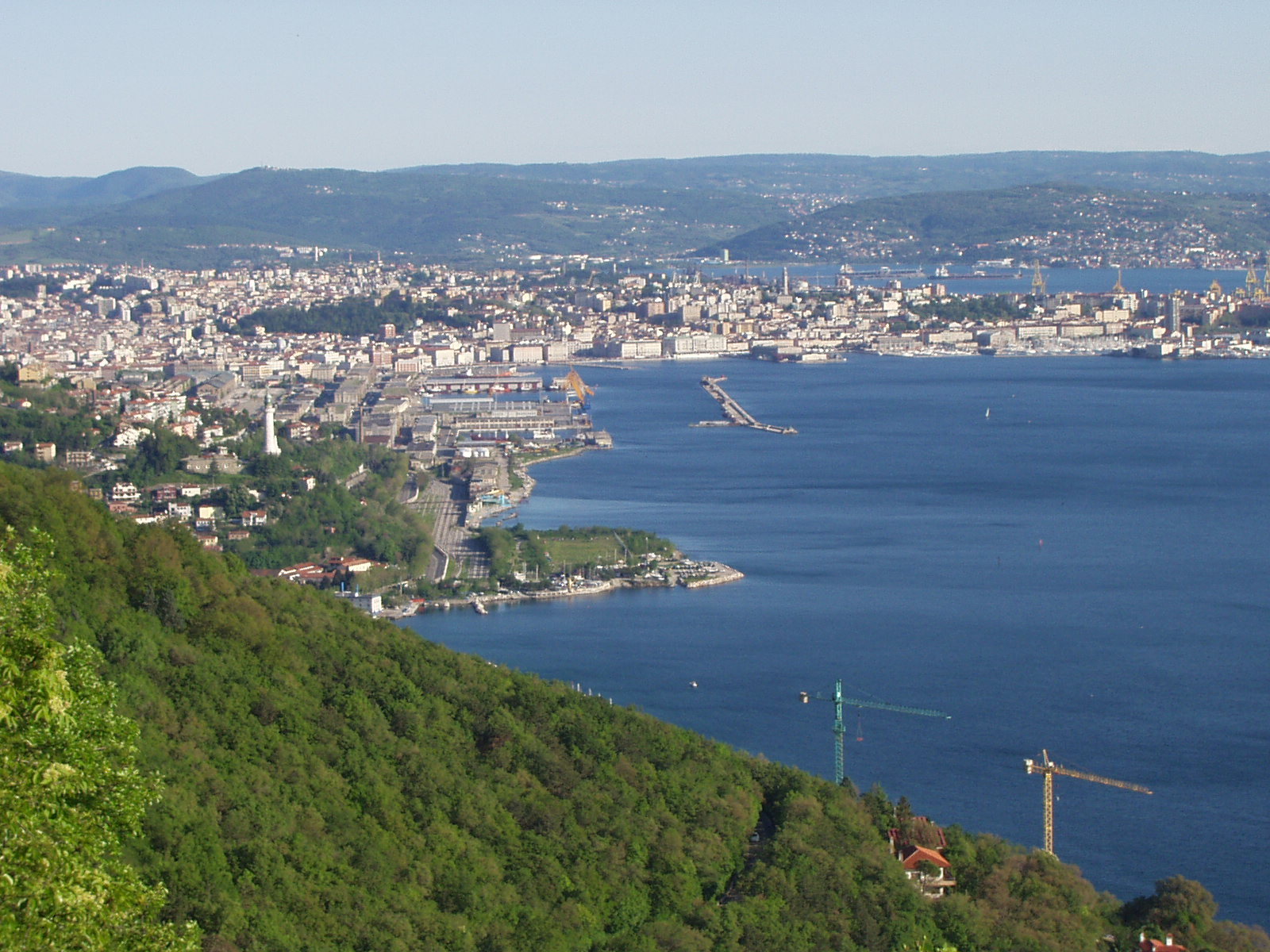
Trieste, a orillas del golfo, vista desde la "Napoleonica".

En el tramo italiano desembocan los ríos Tagliamento (170 km),  Isonzo  (140 km)  y Timavo; y en el esloveno los ríos Risano (Rižana) y Dragonja, este último en la frontera con Croacia. 
La ciudad de Trieste está situado en la parte interior y oriental del golfo. Otros grandes centros urbanos que dan al golfo son los italianos Monfalcone, Duino y Muggia y los eslovenos Capodistria (Koper) y Piran. 
En el golfo se localizan las reservas naturales regionales de Valle Cavanata, Foce dell'Isonzo y Falesie Duino y la Reserva Marina de Miramare.
El golfo, por tanto, cubiertos por dos fronteras marítimas internacionales, la italo-eslovena y una frontera que se extiende entre Croacia y Eslovenia al sur. El recorrido de esta última, que forma parte de la frontera entre Croacia y la Unión Europea, ha estado recientemente en disputa y el corazón de la bahía de Piran, en el extremo sur del Golfo.